# Заботливые квакши
Заботливые квакши (лат. Cryptobatrachus) — род бесхвостых земноводных из семейства Hemiphractidae. Обитают в Колумбии и Венесуэле. Их называют «заботливые квакши» поскольку самки носят кладку на спине до тех пор, пока не вылупятся детеныши; такое поведение также характерно для родственных родов Hemiphractidae Hemiphractus и Stefania.

## Описание
Заботливые квакши внешне похожи на настоящих квакш. Длина тела самцов от рыла до анального отверстия 27-52 мм, самок — 48-75 мм. Пальцы передних лап без перепонок, пальцы задних лап перепончатые. На кончиков пальцев есть диски, более крупные на передних лапах. Также на предпоследних подсуставных бугорках пальцев имеются клейкие подушечки. У самцов отсутствует голосовой мешок, и эти земноводные, по-видимому, не издают звуков.

## Среда обитания и экология
Встречаются на влажных лесистых склонах горных хребтов северной Колумбии и северо-восточной Венесуэлы на высоте 360—2400 м над уровнем моря. Они ведут ночной образ жизни и сидят на низких кустах или цепляются за камни и скалы в зонах разбрызгивания водопадов.

## Классификация
На ноябрь 2018 года в род включают 6 видов:
- Cryptobatrachus boulengeri Ruthven, 1916 — Заботливая квакша
- Cryptobatrachus conditus Lynch, 2008
- Cryptobatrachus fuhrmanni (Peracca, 1914) — Ячеистая квакша
- Cryptobatrachus pedroruizi Lynch, 2008
- Cryptobatrachus remotus Infante-Rivero, Rojas-Runjaic & Barrio-Amorós, 2009
- Cryptobatrachus ruthveni Lynch, 2008